# Прония
 Тази статия е за прония.  За реката Проня вижте Проня.  
Прония се нарича условна поземлена собственост или отстъпен от държавата приход във Византия срещу изпълнение на военна или по-рядко административна служба. Появява се през втората половина на 11 век под формата на пожизнено дарение, правено от централната власт на особено отличили се лица (в това число и жени) във военно или друго отношение. Освен притежатели на земята, владетелите на пронии (прониари) са притежатели и на населението, живеещо на нея и събират данъците от пронията в своя полза. В самото начало прониарите нямат точно определени задължения, от 12 век са задължени да набират войска за империята. 